# Baron Ebbisham

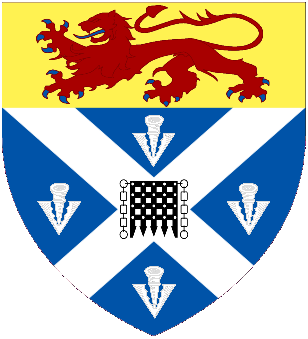
Wappen der Barons Ebbisham

Baron Ebbisham, of Cobham in the County of Surrey, war ein erblicher britischer Adelstitel in der Peerage of the United Kingdom.
Der Titel wurde am 5. Juli 1928 für den Unternehmer und konservativen Politiker Sir Rowland Blades, 1. Baronet, geschaffen. Diesem war bereits am 14. Januar 1922 in der Baronetage of the United Kingdom der dortan nachgeordnete Titel Baronet, of Epsom in the County of Surrey, verliehen worden.
Beide Titel erloschen beim Tod seines Sohnes, des 2. Barons, am 12. April 1991.

## Liste der Barons Ebbisham (1928)
- George Rowland Blades, 1. Baron Ebbisham (1868–1953)
- Rowland Roberts Blades, 2. Baron Ebbisham (1912–1991)